# Hemidactylus thayene
Hemidactylus thayene es una especie de gecos de la familia Gekkonidae.

## Distribución geográfica
Es endémica de Birmania.